# Heterosperma tenuisectum
Heterosperma tenuisectum là một loài thực vật có hoa trong họ Cúc. Loài này được (Griseb.) Cabrera mô tả khoa học đầu tiên năm 1978.